# Montirone
Montirone (Muntirù o Montirù in dialetto bresciano) è un comune italiano di 5 102 abitanti della provincia di Brescia in Lombardia. Si trova nella pianura a sud di Brescia, a circa 12 chilometri a sud dal capoluogo.
Tra il 1927 e il 1955 fu aggregato al comune di Borgosatollo.

## Geografia fisica
Il territorio è sostanzialmente pianeggiante ed è irrigato da diverse seriole come il Naviglio superiore, la Molinara, la Gheda e la Pedrona.

## Origini del nome
Il nome è attestato come Monterione nell'XI secolo. Secondo la Marcato (1990) il toponimo deriverebbe dal termine "monterone" che non indicherebbe un monte vero e proprio ma un piccolo rilievo o un dosso, anche se un'etimologia dotta lo voleva derivato da un supposto mons Tironis. Il rilievo in questione, comunque, potrebbe essere la motta sulla quale nel XIV secolo fu costruita la torre degli Emilj, l'attuale Villa Ventura.
Stando al Mazza (1986), il toponimo deriverebbe da monte di terra, quindi in riferimento al rilievo sopracitato, o anche dal latino Monterius (cacciatore).

## Storia

### Epoca medievale
Il comune di Montirone è già riscontrabile nell’estimo visconteo del 1385 riconoscibile tra i comuni della quadra di Ghedi e Calvisano, successivamente durante il periodo veneto fece parte della quadra di Ghedi. Il comune, che nel 1493 contava 100 abitanti per poi diminuire verso l’inizio del ’600 contando 40 case e 80 abitanti (40 fuochi e 80 anime);
Alla fine del XIV secolo, il vescovo di Milano Tommaso Visconti risultava proprietario della zona e concesse al cancelliere visconteo Filippino Emili il feudo della Curia de Montirono. L'Estimo Visconteo del 1385 cita la presenza di comune, appartenente alla quadra di Ghedi e Calvisano.
Durante la guerra fra Milano e la Repubblica di Venezia, Montirone rimase fedele alla prima e da qui, nel 1453, partì la minaccia dei milanesi a Brescia.

### L'epoca veneta
Durante l'epoca veneta, il comune fu inserito nella quadra di Ghedi. Nel 1504 il feudo fu donato da Venezia a Niccolò Orsini, duca di Pitigliano. Tuttavia gli Emili mantennero delle proprietà contribuendo a sviluppare l'agricoltura attraversa l'omonima cascina.
Durante il periodo in cui fu redatto il Catastico Bresciano di Giovanni Da Lezze (1610), Montirone non godeva di autonomia municipale, inoltre era terra esente in quanto feudo del Vescovo di Brescia: l'amministrazione delle terre era affidata a un massaro. Nella Descrizione generale del 1764 è citato nuovamente come comune.
Nel 1764 la famiglia Lechi fu investita dal Vescovo del feudo. Tale investitura fu confermata solamente nel 1775 con ducale 20 dicembre dalla magistratura feudale della Serenissima.

### Epoca napoleonia e asburgica
Nel XVIII secolo Montirone assunse un grande sviluppo, grazie ai conti Lechi, vi furono la realizzazione del grande palazzo, dei canali e sistemi idraulici per il territorio. Venne riedificata la chiesa principale.
Tra i grandi mecenati si ricorda Faustino Lechi, il quale nel suo palazzo ospitò Leopoldo Mozart con il figlio Wolfgang Amadeus Mozart.
Nel 1805 durante la campagna di Montichiari, Montirone in quanto possedimento dei conti Lechi, generali dell'esercito francese, diede ospitalità per tre giorni all'allora Imperatore di Francia Napoleone Bonaparte.

### Simboli
Lo stemma e il gonfalone sono stati concessi con decreto del presidente della Repubblica n. 1292 del 13 marzo 1989.
L'utilizzo di questi simboli sta a indicare gli elementi principali presenti sul territorio e nella storia del comune: le bande gialle e d'azzurro simboleggiano i campi di grano e i canali, la ruota rappresenta la noria, ossia il sistema idraulico costruito nel XVIII secolo per apportare l'acqua alle fontane di palazzo Lecchi. Le iniziali C e M sono le iniziali di "Comunitas Montironis".
Il gonfalone è un drappo di bianco.

## Monumenti e luoghi d'interesse
- Palazzo Lechi

### Chiesa di San Lorenzo (sec. XVIII)
- La chiesa parrocchiale, dedicata a san Lorenzo, san Gordiano e san Floriano, sorge su quella che doveva essere una antica chiesetta con annesso cimitero, sottostante alla pieve di Ghedi[15]. Andata distrutta se ne può riscontrare l'aspetto in un affresco all'interno di Palazzo Lechi. L'edificio attuale si trova nella piazza maggiore del paese e venne edificato nel XVIII secolo, se ne ipotizza tra il 1762, anno della posa della prima pietra e il 1810. Il progetto è realizzato su disegno dell'architetto abate Gaspare Turbini, figlio di Marco Antonio Turbino già autore di Palazzo Lechi. La scelta dell'architetto non fu casuale visto che il maggiore finanziatore dell'opera fu il conte Pietro Lechi. All'interno sono presenti gli altari realizzati in buona fattura; notevoli sono i paramenti e gli arredi sacri tra essi degni di nota sono i quattro busti reliquiari contenenti le reliquie, dei santi Gordiano e Floriano, donate nel 1660-1663 alla chiesa di Montirone dal cardinale Ottoboni, vescovo di Brescia, e quelle dei santi Pio, Lucidio e Adeodato donate dal conte Bernardino Lechi.

### Grande ruota idraulica

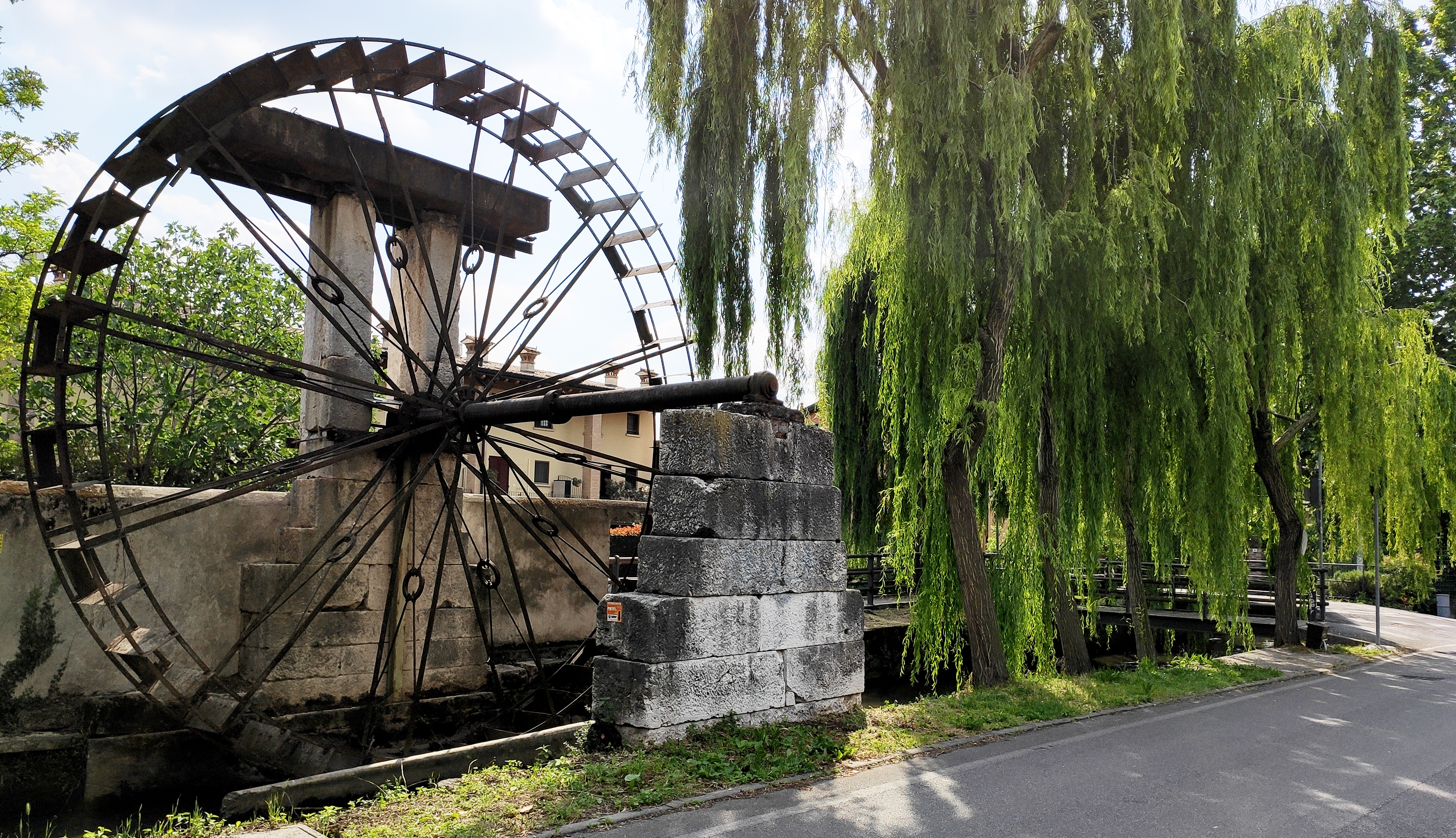
La Noira, lungo il canale Molinara

- Conosciuta anche come la Noira, la grande ruota idraulica di Montirone è un grande strumento di ingegneria costruito in seguito dell'espansione di palazzo Lechi e dei suoi giardini. Sulla scia di quello che stava succedendo nelle grandi corti europee, con la costruzione delle grandi regge a Caserta, Stupinigi e Colorno con esse vi era la realizzazione di grandi parchi e maestose fontane e giochi d'acqua. Per alimentare queste strutture vennero costruiti ingegnosi sistemi idraulici allo scopo di approvvigionare il fabbisogno idrico di questi sistemi[15]. Nel caso di Montirone la ruota era posta a nord dell'abitato lungo il percorso del canale Molinara, la ruota girando andava a raccogliere volumi d'acqua che veniva poi versava a un livello più in alto facendo sì che essa scorresse a servizio dei giardini del palazzo alimentando le tre fontane all'interno del parco. Oggigiorno la funzione della ruota idraulica è cessata in quanto con l'avvento della modernità e la diminuzione del volume d'acqua presente nei canali la sua funzione è stata sostituita da moderne pompe.[15] La ruota principale in metallo e il basamento in marmo è tuttora visibile, a testimonianza dell'ingegno e delle abilità che questa comunità riuscì a edificare. La ruota idraulica è riscontrabile anche all'interno dello stemma comunale.

### Torre degli Emili
- Posta nel centro del paese la torre degli Emili è un edificio fortificato del XV secolo. Essa appare come una massiccia costruzione a pianta quadrata, elevata su una piccola collinetta, forse artificiale; la sua costruzione originaria si deve a Filippino degli Emilj. In seguito alla scomparsa della dinastia degli Emili l'edificio subì diversi cambi di proprietà, passando nel 1871 alla Commissione Centrale di Beneficenza di Milano, quindi nel 1873 alla famiglia milanese degli Orio. giunta fino alla fine del XVIII secolo con le caratteristiche di un edificio militare, fu poi con gli Orio che l'edificio venne trasformato in villa residenziale, su progetto dell'architetto Antonio Tagliaferri. Dopo gli Orio la villa passò alla famiglia Ventura[15], attuali proprietari. Oltre all'edificio principale la villa è circondata da un parco e giardino il cui parco per via delle sue caratteristiche storiche risulta vincolato con decreto in data 15/11/1958 ai sensi della legge n. 1497/1939.

### Villa di campagna dei conti Emili
Posta nella località del Belleguardo, essi possedevano una casa di villeggiatura dotata di oratorio privato. Un edificio a corte dotato di portico con colonne in marmo che si apriva verso sud verso il centro cittadino. Sul tetto della villa è ancora presente un campaniletto la cui campana serviva a scandire il lavoro nei campi. La chiesetta del XVIII secolo ancora esistente era intitolata a san Gaetano.
Nel corso del tempo il complesso è passato poi di proprietà ai nobili Fè. Ora in stato di abbandono l'edificio è di proprietà dell'adiacente azienda metallurgica Profilatinave.

## Società

### Evoluzione demografica
Abitanti censiti

### Lingue e dialetti
Nel territorio di Montirone, accanto all'italiano, è parlata la lingua lombarda prevalentemente nella sua variante di dialetto bresciano.

## Famiglie storiche e personaggi illustri
Legate all'abitato di Montirone sono riscontrabili principalmente due famiglie nobili, gli Emili e i Lechi:
La famiglia più antica è quella dei Conti Emilj:
- Filippino (sec. XIV): Cancelliere e segretario di Gian Galezzo Visconti duca di Milano, originario di Brescia ottenne la cittadinanza di Milano. Ottenne il titolo di conte palatino e venne isignito del feudo di Montirone.
- Tommaso (sec. XV), è stato un condottiero della Repubblica Veneta.
- Marco, capitano a servizio dell'imperatore Carlo V e stato suo ambasciatore presso il duca di Ferrara.
- Giovanni (sec. XVIII), generale del marchese di Monferrato.
- Pietro, patriota del Risorgimento. Primo sindaco di Montirone.

Altra importante famiglia legata al comune di Montirone è quella dei Conti Lechi:
- Pietro (1691-1764), nobile bresciano definito dal Senato della Repubblica veneta come "pubblicamente benemerito". Fu lui che eresse la costruzione dello splendido palazzo Lechi a Montirone.
- Faustino (1730-1800), figlio di Pietro. Fu un grande mecenate soprattutto nel campo della musica e dell'arte amico di importanti figure come Leopoldo Mozart il quale venne ospitato con il figlio Wolfgang Amadeus Mozart presso la propria dimora. Fu un grande collezionista d'arte e raccolse la quadreria di famiglia. Tra i suoi figli vi furono militari e uomini politici, i quali ne assorbirono lo spirito rivoluzionario napoleonico per poi contribuire alla liberazione d'Italia.
- Giuseppe Lechi (1766-1836), generale di Napoleone I nelle campagne d'Italia e di Spagna.
- Giacomo Lechi (1768-1845), politico repubblicano; fu tra i rappresentanti del Governo della Repubblica Bresciana e deputato ai Comizi di Lione, membro del Corpo Legislativo e della Consulta di Stato. Fu un noto amico di Stendhal, il quale scrisse anche di Montirone e della famiglia Lechi. A ricordo dei suoi ideali repubblicani presso il suo studio del palazzo di Calvisano egli amava tenere i ritratti di Washington e Lafayette.
- Teodoro Lechi (1778-1866), generale di Napoleone I, comandante della Guardia Reale Italiana.
- Luigi Lechi (1786-1867), letterato, umanista. Fu Presidente del Governo Provvisorio della Lombardia, Presidente dell'Ateneo bresciano e uno dei primi Senatori del n Regno d'Italia (1860). Fu compagno di scuola di Alessandro Manzoni, nel suo archivio vi fu addirittura ritrovata un'opera inedita. Fu inoltre grande amico di Gioacchino Rossini.
- Francesca (1773-1811), di straordinaria bellezza e soprannominata "Fanie". Ammirata da Stendhal per i suoi magnifici occhi.

### Altri personaggi
- Gian Battista Speri (1787 - 1844) fu un restauratore e pittore italiano.
- Tito Speri patriota italiano del Risorgimento, la sua famiglia era originaria di Montirone. Figlio del pittore Gian Battista Speri fu soldato a fianco del conte Teodoro Lechi nella campagna napoleonica di Russia; ritornato a Montirone divenne il curatore della sua quadreria.
- Eugenio Paolo Bonsignori, garibaldino, partecipò alla spedizione dei Mille.
- Giovanni Renica  (1808 – 1884) è stato un pittore italiano attivo nel Romanticismo.

## Infrastrutture e trasporti
Il territorio comunale di Montirone è percorso dall'autostrada A21 e dal raccordo Ospitaletto-Montichiari. I due caselli più vicini sorgono entrambi a cavallo dei confini tra il comune e i suoi contermini: Brescia Sud, sulla A21, e Borgosatollo, sulla A21 racc.
Il centro abitato è attraversato dalla strada provinciale 24 Chiaviche-Cadimarco; da questa si dirama la SP 23 diretta a Borgosatollo.
La stazione di Montirone è lo scalo della ferrovia Parma-Brescia a servizio del paese. La linea ferroviaria percorre la parte settentrionale del territorio comunale.

## Amministrazione
| Periodo        | Periodo        | Primo cittadino        | Partito                                | Carica      | Note   |
| -------------- | -------------- | ---------------------- | -------------------------------------- | ----------- | ------ |
| 1975           | 14 giugno 2004 | Guido Bussi            | PCI poi lista civica di centrosinistra | Sindaco     |        |
| 14 giugno 2004 | 8 giugno 2009  | Serafina Bandera       | lista civica di centrosinistra         | Sindaco     |        |
| 8 giugno 2009  | 27 maggio 2019 | Francesco Lazzaroni    | Il Popolo della Libertà-Lega Nord      | Sindaco     |        |
| 27 maggio 2019 | 16 aprile 2021 | Eugenio Stucchi        | Lega-Forza Italia-Fratelli d'Italia    | Sindaco     |        |
| 16 aprile 2021 | 4 ottobre 2021 | Corrado Conforto Galli |                                        | Commissario | [ 18 ] |
| 4 ottobre 2021 | in carica      | Filippo Spagnoli       | Lega-Forza Italia                      | Sindaco     |        |